# Vydrany
Vydrany este o comună slovacă, aflată în districtul Dunajská Streda din regiunea Trnava. Localitatea se află la altitudinea de 116 m deasupra n.m., se întinde pe o suprafață de 16,05 km2 și în 2017 număra 1.695 de locuitori.

## Istoric
Localitatea Vydrany este atestată documentar din 1245.

## Demografie
| An:                | 1994 | 2004   | 2014    | 2024    |
| ------------------ | ---- | ------ | ------- | ------- |
| Număr de persoane: | 1310 | 1422   | 1601    | 1904    |
| Diferență:         |      | +8,54% | +12,58% | +18,92% |

| An:                | 2023 | 2024   |
| ------------------ | ---- | ------ |
| Număr de persoane: | 1886 | 1904   |
| Diferență:         |      | +0,95% |